# Tyvelse Sogn
Tyvelse Sogn 
ist eine Kirchspielsgemeinde (dän.: Sogn)
auf der Insel Sjælland im südlichen Dänemark.
Bis 1970 gehörte sie zur Harde Tybjerg Herred im damaligen Præstø Amt, danach zur Suså Kommune im Storstrøms Amt, die im Zuge der  Kommunalreform zum 1. Januar 2007 in der Næstved Kommune in der Region Sjælland aufgegangen ist.
Im Kirchspiel leben 269 Einwohner (Stand: 1. Januar 2023).
Im Kirchspiel liegt die Kirche „Tyvelse Kirke“.
Nachbargemeinden sind im Norden Vrangstrup Sogn, im Osten Sandby Sogn, im Süden Glumsø Sogn und im Westen Næsby Sogn, ferner in der nördlich benachbarten Sorø Kommune Alsted Sogn.